# Al-Bustan, Syria
Al-Bustan (tiếng Ả Rập: البستان) là một ngôi làng Syria nằm trong phó huyện Masyaf thuộc huyện Masyaf, nằm ở phía tây Hama. Theo Cục Thống kê Trung ương Syria (CBS), al-Bustan có dân số 2175 trong cuộc điều tra dân số năm 2004.